# Campeonato Mundial de Clubes de la FIFA 2005
El Campeonato Mundial de Clubes de la FIFA 2005 fue la segunda edición de la actual Copa Mundial de Clubes, organizado por la FIFA. Se disputó en diciembre en Japón y participaron en la competencia los equipos campeones de las mayores competencias continentales (haciendo un total de seis equipos participantes).
En la final de la competencia se enfrentaron el São Paulo sudamericano y el Liverpool europeo, en un partido de criticado arbitraje. El conjunto brasilero obtendría la victoria con un gol de Mineiro durante el desarrollo del primer tiempo.
La Copa Intercontinental fue definitivamente reemplazada por este torneo.

## Formato
La competición fue un torneo de eliminación directa en el que cada equipo jugaría dos o tres partidos. Los campeones de las confederaciones de la OFC, CAF, AFC y Concacaf disputaron los cuartos de final. Los perdedores disputaron el partido por el quinto y sexto lugar; los equipos que ganaron se unieron a los campeones de Europa y Sudamérica en las semifinales. Los perdedores de las semifinales disputaron el partido por el tercer lugar, y los ganadores la final del torneo.

## Sedes
Tres estadios fueron elegidos para ser sedes de esta competencia:
| Yokohama                                               | Tokio                                        | Toyota                                           |
| ------------------------------------------------------ | -------------------------------------------- | ------------------------------------------------ |
| Estadio Internacional de Yokohama                      | Estadio Olímpico de Tokio                    | Estadio Toyota                                   |
| 35°30′36.16″N 139°36′22.49″E / 35.5100444, 139.6062472 | 35°40′41″N 139°42′53″E / 35.67806, 139.71472 | 35°5′4.2″N 137°10′14.2″E / 35.084500, 137.170611 |
| Capacidad: 73.237                                      | Capacidad: 57.363                            | Capacidad: 45.000                                |
|                                                        |                                              |                                                  |
| Yokohama Tokio Toyota                                  |                                              |                                                  |

## Árbitros
Fueron elegidos seis árbitros para los partidos, proviniendo de todas las confederaciones (Europa era el único que tenía dos árbitros y cuatro árbitros asistentes, ya que Oceanía no tenía árbitros representantes). Además de dos árbitros asistentes, sin ser precisamente de la misma nacionalidad (solamente África tuvo un árbitros asistentes).
| Zona                    | Árbitro          | País       | Árbitro asistente      | País          |
| ----------------------- | ---------------- | ---------- | ---------------------- | ------------- |
| Africana                | Mohamed Guezzaz  | Marruecos  | Jean Marie Endeng Zogo | Camerún       |
| Asiática                | Toru Kamikawa    | Japón      | Yoshikazu Hiroshima    | Japón         |
| Asiática                | Toru Kamikawa    | Japón      | Dae Young Kim          | Corea del Sur |
| Europea                 | Alain Sars       | Francia    | Frederic Arnault       | Francia       |
| Europea                 | Alain Sars       | Francia    | Vincent Texier         | Francia       |
| Europea                 | Graham Poll      | Inglaterra | Glenn Turner           | Inglaterra    |
| Europea                 | Graham Poll      | Inglaterra | Philip Sharp           | Inglaterra    |
| Norte y Centroamericana | Benito Archundia | México     | Héctor Vergara         | Canadá        |
| Norte y Centroamericana | Benito Archundia | México     | Arturo Velázquez       | México        |
| Sudamericana            | Carlos Chandía   | Chile      | Cristian Julio         | Chile         |
| Sudamericana            | Carlos Chandía   | Chile      | Mario Vargas           | Chile         |

## Clubes clasificados
Los equipos participantes fueron los campeones de las seis confederaciones de la temporada 2005.
En cursiva los debutantes del torneo.
| Confederación                    | Equipo             | Vía de clasificación                                  |
| -------------------------------- | ------------------ | ----------------------------------------------------- |
| UEFA (Europa)                    | Liverpool          | Campeón de la Liga de Campeones de la UEFA (2004-05)  |
| Conmebol (América del Sur)       | São Paulo          | Campeón de la Copa Libertadores (2005)                |
| Concacaf (Norte y Centroamérica) | Deportivo Saprissa | Campeón de la Copa de Campeones de la Concacaf (2005) |
| AFC (Asia)                       | Al-Ittihad         | Campeón de la Liga de Campeones de la AFC (2005)      |
| CAF (África)                     | Al-Ahly            | Campeón de la Liga de Campeones de la CAF (2005)      |
| OFC (Oceanía)                    | Sydney             | Campeón del Campeonato de Clubes de Oceanía (2005)    |

## Reglamento
Todos los encuentros se juegan a un único partido. Si al cabo de los noventa minutos reglamentarios el partido se encuentra igualado se debe jugar una tiempo suplementario de treinta minutos (exceptuando el partido por el tercer lugar). Si el partido continúa igualado se define por una tanda de cinco penales por cada equipo y en forma alternada. El equipo que más acierte será el ganador. Si al cabo de esos cinco penales la igualdad persiste se debe ejecutar un nuevo penal por cada equipo, repitiéndose hasta que uno aventaje al otro habiendo ejecutado ambos el mismo número de tiros.

## Calendario y resultados
- Los horarios corresponden a la hora de Japón (UTC+9)

### Cuadro de desarrollo
|  |                            |                         |                            |           | Cuartos de final         | Cuartos de final         |   |  | Semifinales | Semifinales |  |  | Final                      | Final |
|  |                            |                         |                            |           |                          |                          |   |  |             |             |  |  |                            |       |
|  |                            |                         |                            |           | 11 de diciembre - Tokio  |                          |   |  |             |             |  |  |                            |       |
|  |                            |                         |                            |           |                          |                          |   |  |             |             |  |  |                            |       |
|  | Al-Ittihad                 | 1                       |                            |           |                          |                          |   |  |             |             |  |  |                            |       |
|  | Al-Ittihad                 | 1                       | 14 de diciembre - Tokio    |           |                          |                          |   |  |             |             |  |  |                            |       |
|  |                            |                         | Al-Ahly                    | 0         |                          |                          |   |  |             |             |  |  |                            |       |
|  | Al-Ittihad                 | 2                       | Al-Ahly                    | 0         |                          |                          |   |  |             |             |  |  |                            |       |
|  | Al-Ittihad                 | 2                       | Quinto lugar               |           |                          |                          |   |  |             |             |  |  |                            |       |
|  |                            |                         | São Paulo                  | 3         |                          |                          |   |  |             |             |  |  |                            |       |
|  | Al-Ahly                    | 1                       | São Paulo                  | 3         |                          |                          |   |  |             |             |  |  |                            |       |
|  | Al-Ahly                    | 1                       | 18 de diciembre - Yokohama |           |                          |                          |   |  |             |             |  |  |                            |       |
|  | Sydney                     | 2                       |                            |           |                          |                          |   |  |             |             |  |  |                            |       |
|  | Sydney                     | 2                       | São Paulo                  | 1         |                          |                          |   |  |             |             |  |  |                            |       |
|  | 16 de diciembre - Tokio    | 16 de diciembre - Tokio | São Paulo                  | 1         | 12 de diciembre - Toyota | 12 de diciembre - Toyota |   |  |             |             |  |  |                            |       |
|  | 16 de diciembre - Tokio    | 16 de diciembre - Tokio |                            | Liverpool | 12 de diciembre - Toyota | 12 de diciembre - Toyota | 0 |  |             |             |  |  |                            |       |
|  |                            |                         | Sydney                     | Liverpool | 0                        |                          | 0 |  |             |             |  |  |                            |       |
|  | 15 de diciembre - Yokohama |                         | Sydney                     |           | 0                        |                          |   |  |             |             |  |  |                            |       |
|  |                            | Dep. Saprissa           | 1                          |           |                          |                          |   |  |             |             |  |  |                            |       |
|  | Dep. Saprissa              | Dep. Saprissa           | 1                          | 0         |                          |                          |   |  |             |             |  |  |                            |       |
|  | Dep. Saprissa              |                         | Tercer lugar               | 0         |                          |                          |   |  |             |             |  |  |                            |       |
|  |                            |                         | Liverpool                  | 3         |                          |                          |   |  |             |             |  |  |                            |       |
|  | Al-Ittihad                 | 2                       | Liverpool                  | 3         |                          |                          |   |  |             |             |  |  |                            |       |
|  | Al-Ittihad                 | 2                       |                            |           |                          |                          |   |  |             |             |  |  |                            |       |
|  | Dep. Saprissa              | 3                       |                            |           |                          |                          |   |  |             |             |  |  |                            |       |
|  | Dep. Saprissa              | 3                       |                            |           |                          |                          |   |  |             |             |  |  |                            |       |
|  |                            |                         |                            |           |                          |                          |   |  |             |             |  |  | 18 de diciembre - Yokohama |       |

### Cuartos de final
| 11 de diciembre de 2005, 19:20 | Al-Ittihad | 1:0 (0:0) | Al-Ahly | Estadio Nacional, Tokio                                 |                                                         |
|                                | Noor 78'   | Reporte   |         | Asistencia: 28.281 espectadores Árbitro(s): Graham Poll | Asistencia: 28.281 espectadores Árbitro(s): Graham Poll |

| 12 de diciembre de 2005, 19:20 | Sydney | 0:1 (0:0) | Deportivo Saprissa | Estadio Toyota, Toyota                                    |                                                           |
|                                |        | Reporte   | Bolaños 47'        | Asistencia: 28.538 espectadores Árbitro(s): Toru Kamikawa | Asistencia: 28.538 espectadores Árbitro(s): Toru Kamikawa |

### Quinto lugar
| 16 de diciembre de 2005, 19:20 | Al-Ahly    | 1:2 (1:1) | Sydney                 | Estadio Nacional, Tokio                                   |                                                           |
|                                | Moteab 45' | Reporte   | Yorke 35' · Carney 66' | Asistencia: 15.951 espectadores Árbitro(s): Toru Kamikawa | Asistencia: 15.951 espectadores Árbitro(s): Toru Kamikawa |

### Semifinales
| 14 de diciembre de 2005, 19:20 | Al-Ittihad                   | 2:3 (1:1) | São Paulo                                  | Estadio Nacional, Tokio                                |                                                        |
|                                | Noor 33' · Al-Montashari 68' | Reporte   | Amoroso 16', 47' · Rogério Ceni 57' (pen.) | Asistencia: 31.510 espectadores Árbitro(s): Alain Sars | Asistencia: 31.510 espectadores Árbitro(s): Alain Sars |

| 15 de diciembre de 2005, 19:20 | Deportivo Saprissa | 0:3 (0:2) | Liverpool                    | Estadio Internacional, Yokohama                            |                                                            |
|                                |                    | Reporte   | Crouch 2', 58' · Gerrard 32' | Asistencia: 43.902 espectadores Árbitro(s): Carlos Chandía | Asistencia: 43.902 espectadores Árbitro(s): Carlos Chandía |

### Tercer lugar
| 18 de diciembre de 2005, 16:20 | Al-Ittihad                  | 2:3 (1:1) | Deportivo Saprissa                  | Estadio Internacional, Yokohama                             |                                                             |
|                                | Kallon 28' · Job 53' (pen.) | Reporte   | Saborío 13', 85' (pen.) · Gómez 89' | Asistencia: 46.453 espectadores Árbitro(s): Mohamed Guezzaz | Asistencia: 46.453 espectadores Árbitro(s): Mohamed Guezzaz |

### Final
| 1          | POR        | Rogério Ceni   |     |
| 2          | DEF        | Cicinho        |     |
| 3          | DEF        | Fabão          |     |
| 4          | DEF        | Edcarlos       |     |
| 5          | DEF        | Diego Lugano   |     |
| 6          | MED        | Júnior         |     |
| 7          | MED        | Mineiro        |     |
| 8          | MED        | Josué          |     |
| 10         | MED        | Danilo         |     |
| 11         | DEL        | Márcio Amoroso |     |
| 14         | DEL        | Aloísio        | 75' |
| Entrenador | Entrenador | Paulo Autuori  |     |

| 12         | POR        | José Reina         |     |
| 23         | DEF        | Jamie Carragher    |     |
| 2          | DEF        | Stephen Warnock    | 79' |
| 3          | DEF        | Steve Finnan       |     |
| 4          | DEF        | Sami Hyypiä        |     |
| 7          | MED        | Harry Kewell       |     |
| 10         | MED        | Luis García        |     |
| 8          | MED        | Steven Gerrard     |     |
| 22         | MED        | Mohamed Sissoko    | 79' |
| 14         | MED        | Xabi Alonso        |     |
| 19         | DEL        | Fernando Morientes | 85' |
| Entrenador | Entrenador | Rafael Benítez     |     |

| 9 | DEL | Grafite | 75' |

| 6  | DEF | John Arne Riise         | 79' |
| 12 | DEL | Florent Sinama-Pongolle | 79' |
| 15 | DEL | Peter Crouch            | 85' |

| Anotado | 27' | Mineiro | 1-0 |

| Amonestado | 57' | Diego Lugano |
| Amonestado | 90' | Rogério Ceni |

| Árbitro             | Benito Archundia |
| Árbitros asistentes | Hector Vergara   |
| Árbitros asistentes | Arturo Velázquez |
| Cuarto árbitro      | Toru Kamikawa    |

| 1          | POR        | Rogério Ceni   |     |
| 2          | DEF        | Cicinho        |     |
| 3          | DEF        | Fabão          |     |
| 4          | DEF        | Edcarlos       |     |
| 5          | DEF        | Diego Lugano   |     |
| 6          | MED        | Júnior         |     |
| 7          | MED        | Mineiro        |     |
| 8          | MED        | Josué          |     |
| 10         | MED        | Danilo         |     |
| 11         | DEL        | Márcio Amoroso |     |
| 14         | DEL        | Aloísio        | 75' |
| Entrenador | Entrenador | Paulo Autuori  |     |

| 12         | POR        | José Reina         |     |
| 23         | DEF        | Jamie Carragher    |     |
| 2          | DEF        | Stephen Warnock    | 79' |
| 3          | DEF        | Steve Finnan       |     |
| 4          | DEF        | Sami Hyypiä        |     |
| 7          | MED        | Harry Kewell       |     |
| 10         | MED        | Luis García        |     |
| 8          | MED        | Steven Gerrard     |     |
| 22         | MED        | Mohamed Sissoko    | 79' |
| 14         | MED        | Xabi Alonso        |     |
| 19         | DEL        | Fernando Morientes | 85' |
| Entrenador | Entrenador | Rafael Benítez     |     |

| 9 | DEL | Grafite | 75' |

| 6  | DEF | John Arne Riise         | 79' |
| 12 | DEL | Florent Sinama-Pongolle | 79' |
| 15 | DEL | Peter Crouch            | 85' |

| Anotado | 27' | Mineiro | 1-0 |

| Amonestado | 57' | Diego Lugano |
| Amonestado | 90' | Rogério Ceni |

| Árbitro             | Benito Archundia |
| Árbitros asistentes | Hector Vergara   |
| Árbitros asistentes | Arturo Velázquez |
| Cuarto árbitro      | Toru Kamikawa    |

|                                                                       |
| Bandera de Brasil                                                     |
| Campeón São Paulo F. C.                                               |
| 1.er título 3.er título mundial considerando la Copa Intercontinental |

## Estadísticas

### Goleadores
| Nacionalidad      | Jugador             | Goles | Equipo             |
| ----------------- | ------------------- | ----- | ------------------ |
| Arabia Saudita    | Mohammed Noor       | 2     | Al-Ittihad         |
| Brasil            | Amoroso             | 2     | São Paulo          |
| Inglaterra        | Peter Crouch        | 2     | Liverpool          |
| Costa Rica        | Álvaro Saborío      | 2     | Deportivo Saprissa |
| Costa Rica        | Christian Bolaños   | 1     | Deportivo Saprissa |
| Brasil            | Rogério Ceni        | 1     | São Paulo          |
| Arabia Saudita    | Hamad Al-Montashari | 1     | Al-Ittihad         |
| Inglaterra        | Steven Gerrard      | 1     | Liverpool          |
| Trinidad y Tobago | Dwight Yorke        | 1     | Sydney             |
| Egipto            | Emad Moteab         | 1     | Al-Ahly            |
| Australia         | David Carney        | 1     | Sydney             |
| Sierra Leona      | Mohamed Kallon      | 1     | Al-Ittihad         |
| Camerún           | Joseph-Désiré Job   | 1     | Al-Ittihad         |
| Costa Rica        | Rónald Gómez        | 1     | Deportivo Saprissa |
| Brasil            | Mineiro             | 1     | São Paulo          |

### Balón de oro
| Jugador           | Equipo             | Nacionalidad |
| ----------------- | ------------------ | ------------ |
| Rogério Ceni      | São Paulo          | Brasil       |
| Steven Gerrard    | Liverpool          | Inglaterra   |
| Christian Bolaños | Deportivo Saprissa | Costa Rica   |

### Clasificación final
| Equipo | Equipo             | Pts | PJ | PG | PE | PP | GF | GC | Dif | Rend   |
| ------ | ------------------ | --- | -- | -- | -- | -- | -- | -- | --- | ------ |
| 1      | São Paulo          | 6   | 2  | 2  | 0  | 0  | 4  | 2  | 2   | 100%   |
| 2      | Liverpool          | 3   | 2  | 1  | 0  | 1  | 3  | 1  | 2   | 50%    |
| 3      | Deportivo Saprissa | 6   | 3  | 2  | 0  | 1  | 4  | 5  | -1  | 66,66% |
| 4      | Al-Ittihad         | 3   | 3  | 1  | 0  | 2  | 5  | 6  | -1  | 33,33% |
| 5      | Sydney             | 3   | 2  | 1  | 0  | 1  | 2  | 2  | 0   | 50%    |
| 6      | Al-Ahly            | 0   | 2  | 0  | 0  | 2  | 1  | 3  | -2  | 0%     |